# Blondeliini
Blondeliini es una tribu de dípteros braquíceros perteneciente a la familia Tachinidae.
Parasitan especialmente escarabajo y lepidópteros. Tienen una distribución mundial.

## Géneros
Se reconocen los siguientes géneros:
- Admontia
- Afrolixa
- Angustia
- Anisia
- Anoxynops
- Belida
- Biomeigenia
- Blondelia
- Calolydella
- Celatoria
- Chaetonodexodes
- Chaetostigmoptera
- Compsilura
- Cryptomeigenia
- Dolichotarsus
- Enrogalia
- Eribella
- Erynniopsis
- Eucelatoria
- Euhalidaya
- Euthelyconychia
- Istocheta
- Ligeria
- Lixophaga
- Medina
- Meigenia
- Meigenielloides
- Metadrinomyia
- Miamimyia
- Myiopharus
- Opsomeigenia
- Oswaldia
- Oxynops
- Paracraspedothrix
- Phasmophaga
- Phyllophilopsis
- Picconia
- Policheta
- Prodegeeria
- Sphaerina
- Steleoneura
- Tetrigimyia
- Thelairodoria
- Trigonospila
- Vibrissina
- Zaira
- Zenargomyia